# يوجين إيكيرت
يوجين إيكيرت (بالألمانية: Eugen Eckert)‏ هو عامل اجتماعي وكاتب ألماني، ولد في 1954 في فرانكفورت في ألمانيا.